# Entelopes shelfordi
Entelopes shelfordi är en skalbaggsart som beskrevs av Aurivillius 1923. Entelopes shelfordi ingår i släktet Entelopes och familjen långhorningar. Inga underarter finns listade i Catalogue of Life.